# Божићни излог
Божићни излог је посебан излог припремљен за сезону божићних куповина у робним кућама и другим малопродајним објектима. Неки трговци на мало широм света постали су познати по својим божићним излозима, а неки су постали туристичке атракције. Божићни излози су понекад тематски и могу укључивати механичке играчке.

## Северна Америка
Неколико продаваца у Њујорку привлаче купце и туристе својим божићним излозима, укључујући Macy's и Lord&Taylor.Macy's је успоставио праксу у својој радњи у Њујорку када је дебитовао са анимираним излогом 1883.
Водећа робна кућа AM&A's у Буфалу у Њујорку била је позната локално по својим викторијанским божићним излозима. 
Накнаде су наплаћиване да се види божићни излог Лонија Ханзона 12/25: Празнична продавница у Омахи 1987.
Све док није затворен 1989. године, Altman's је био познат по својим божићним излозима који су били конкуренти Lord&Taylor-у, неколико блокова даље на Петој авенији. У Питсбургу, Horne's је била једна од продаваца познатих по својим божићним излозима. У Бостону, Filene's је подржао осветљење божићне јелке, а Џордан Марш је представио серију празничних божићних излога познатих као "Зачарано село". Излог се од тада преселио у конгресни центар Хајнс у Бостону, а затим у Сити Хол Плазу.
У Монтреалу, Џејмс Ерд Незбит је био задужен за традиционалне божићне излоге у робној кући Огилви. Године 1947. наручио је од немачког произвођача играчака Штајфа да направи две анимиране празничне сцене познате као "Млин у шуми" и "Зачарано село". Прикази су укључивали десетине ручно рађених механичких играчака и више од стотину покретних делова. 2008. године, прикази су реновирани.

## Европа
Том Кео је дизајнирао годишње божићне излоге за робну кућу Galeries Lafayette у Паризу током касних 1940-их и раних 1950-их.
Fenwick (робна кућа) у Њукаслу је локално позната по свом божићном излогу. Од 1971. године у излозима су божићне теме, а људи долазе и из далека да их погледају. Постоје записи који сежу до 1930-их који указују на то да су прикази рађени. Тема из 2009. била је традиционална сцена јаслица, која се разликовала од теме ванземаљаца из 2002. („Божић у другом свету“) која је приказивала ванземаљце како славе Божић и изазвала дискусију на страници са писмима у локалним новинама. У 2011. години, продавница је одржала 40. годишњицу традиције божићних излога. Продавница је најпознатија по својим екстравагантним излозима, испуњеним детаљним гарнитурама и софистицираним покретним фигурама, који се појављују сваког Божића. Теме су преузете углавном из бајки и дечјих прича. Фигурице се крећу и праћене су музиком.
Године 2011. Ентони Аусганг је дизајнирао божићне излоге за робну кућу La Rinascente у Милану са тродимензионалним моделима већим од стварних,  својих заштитних знакова психоделичних цртаних мачака. Бертранд Планес дизајнирао је божићне излоге за Le Bon Marché у Паризу.

## Аустралија
У Аустралији, робна кућа у Сиднеју David Jones приказује годишњу анимирану изложбу божићних излога. Традиционално, ове су често приказивале снежне божићне сценарије на северној хемисфери, али 2014. године прозори су смештени у изразито аустралијско лето, са призорима на плажи и прашуми, на основу књиге „Ирвасово божићно изненађење“ аустралијске ауторке Урсуле Дубосарски и илустраторке Сју Де Генаро.
У Мелбурну је робна кућа Myer почела да представља годишње божићне излоге 1956. а касније је додала годишњу Myer божићну параду. Прикази су обично укључивали сцене из божићних прича као што су „12 дана Божића“, Божићна прича и Како је Гринч украо Божић! као и јаслице и сцене из дечјих прича и бајки. Последњих неколико деценија у приказима су били анимирани ликови. 

## Поп култура
Филм Чудо у 34. улици из 1947. и филм Божићна прича из 1983. приказују божићне излоге.
На насловној страни књиге за децу из 1916. Божићни празници у Меривејлу, ауторке Алис Хејл Бернет, деца вире у божићни прозор.